# San Andrés de la Ribera (Páramo)
San Andrés de la Ribera (llamada oficialmente San Pedro de Santo André da Ribeira) es una parroquia y una aldea española del municipio de Páramo, en la provincia de Lugo, Galicia.

## Otras denominaciones
La parroquia también es conocida por el nombre de San Pedro de San Andrés da Ribeira.

## Organización territorial
La parroquia está formada por una entidad de población:
- San Andrés (Santo André)

## Demografía
Gráfica demográfica de la aldea de San Andrés y de la parroquia de San Andrés de la Ribera según el INE español:
| Gráfica de evolución demográfica de San Andrés de la Ribera entre 2000 y 2020 |
|                                                                               |
| Datos según el nomenclátor publicado por el INE.                              |